# Pentaceratops
Genre
Espèces de rang inférieur
- † Pentaceratops sternbergii Osborn[1], 1923
- † ? Pentaceratops aquilonius Longrich[3], 2014

Pentaceratops est un genre éteint de dinosaures herbivores cératopsiens, ayant vécu en Amérique du Nord (Alberta, Colorado et Nouveau-Mexique) vers la fin du Crétacé supérieur (Campanien).

## Étymologie
Le nom de genre est la combinaison de trois mots de grec ancien :  « πέντα » (« penta »), « cinq », « κέρας » (« keras ») « corne », et « ὤψ » (« -ops »), « visage ». Il se traduit par « visage de cinq cornes » en référence à ses deux pointes des os longs épijugaux qui font saillie vers le côté sous ses yeux, en plus des trois cornes plus évidentes « de type Triceratops ».

## Distribution et datation
Une espèce est rattachée au genre :
- Pentaceratops sternbergii (Osborn, 1923), espèce type du genre, découverte aux États-Unis[4] : 
  - au Nouveau-Mexique, où elle est connue dans la partie supérieure de la formation de Fruitland et à la base de la formation de Kirtland, soit un âge environ entre 75 et 74 Ma (millions d'années) ;
  - au Colorado dans la formation de Williamsfork, au sommet du Campanien soit il y a environ 73 Ma.
- Pentaceratops aquilonius Longrich, 2014, trouvé au Canada dans la province de l'Alberta au sommet de la formation de Dinosaur Park (environ 75 Ma) et dans la formation d'Oldman datée entre 77,5 et 76,5 Ma. Espèce douteuse car appartenant possiblement à Spiclypeus shipporum, décrit en 2016.

## Description

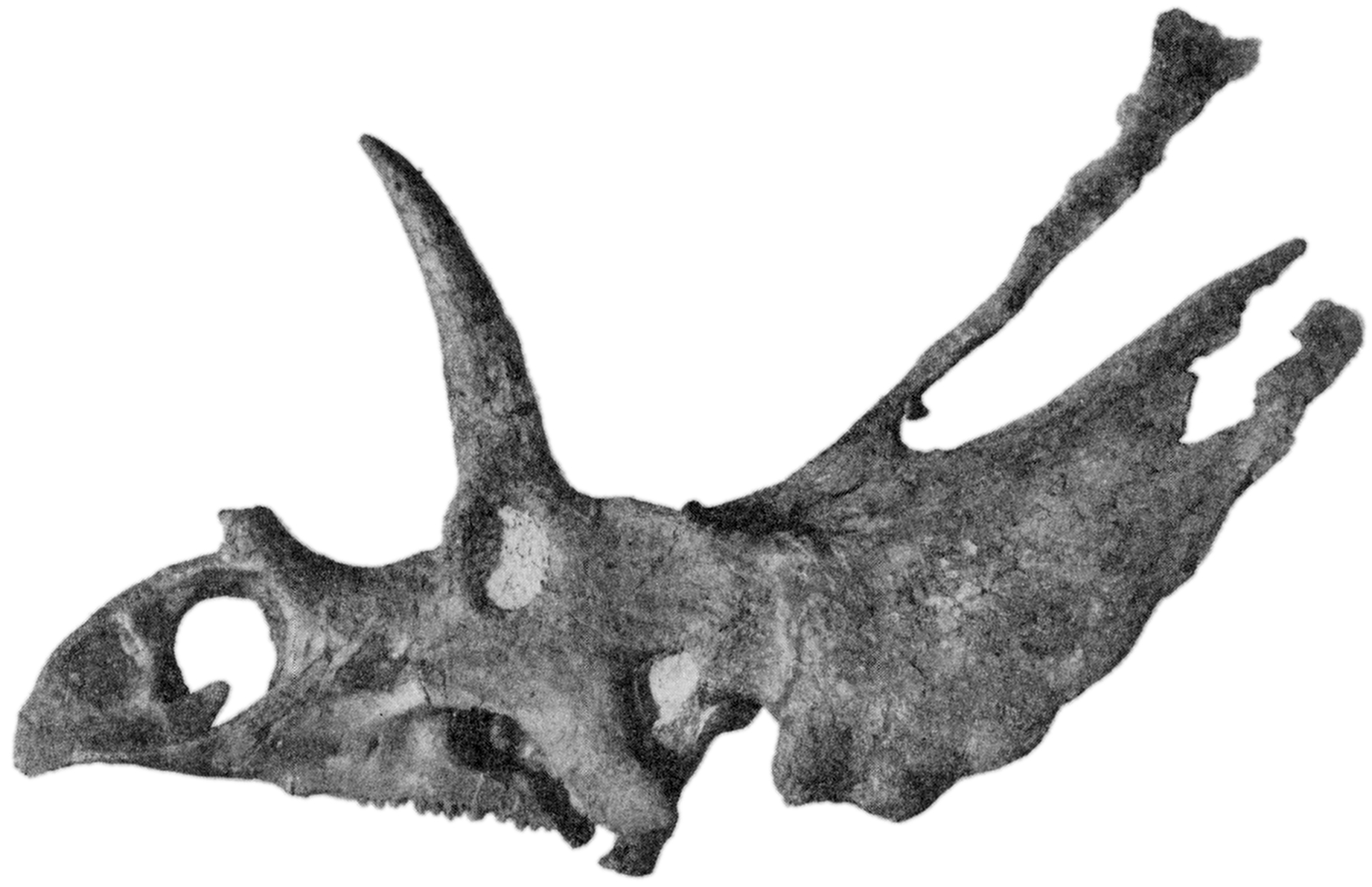
Crâne de Pentaceratops sternbergii (holotype).

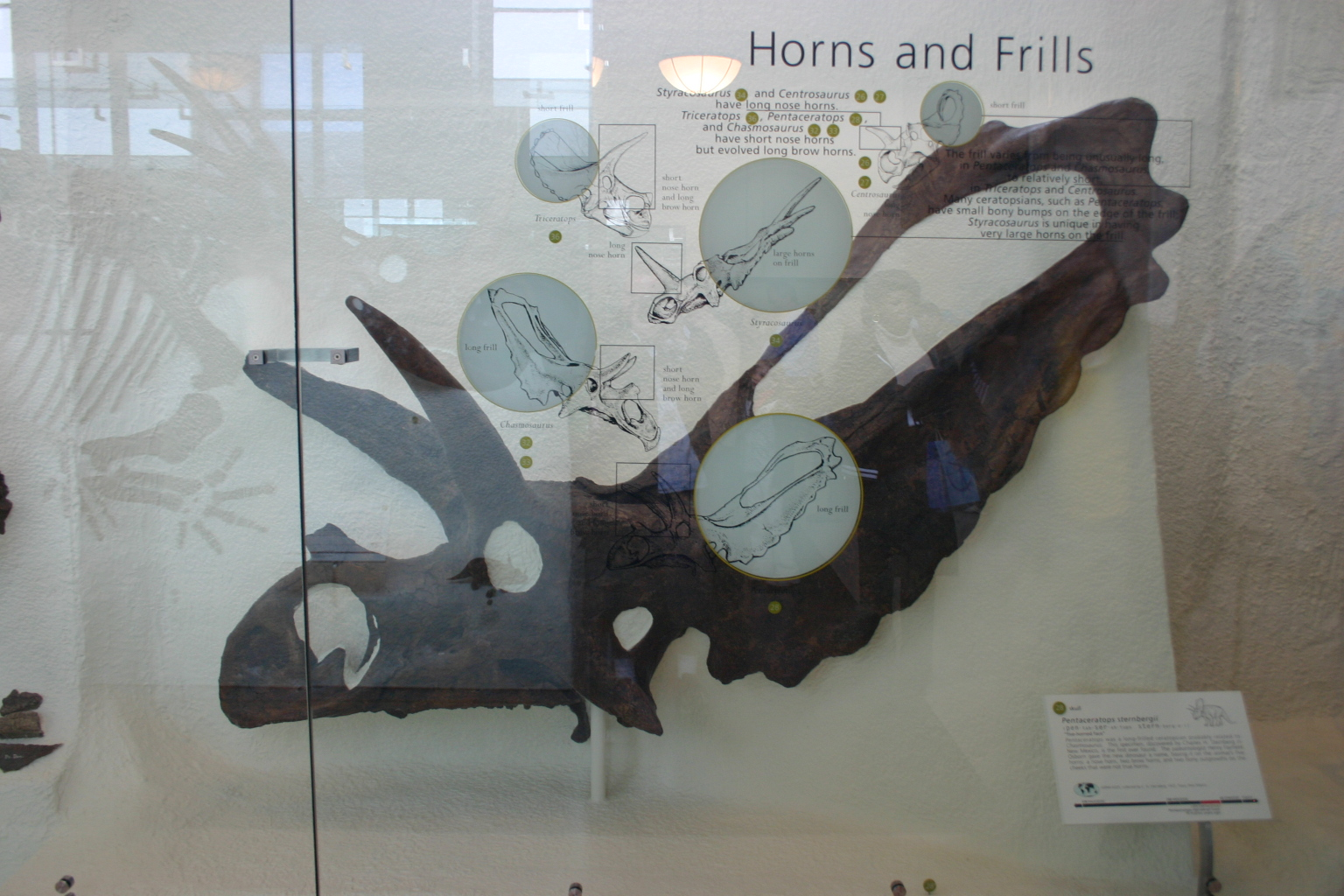
Crâne de Pentaceratops sternbergii en partie reconstruit.

- Pentaceratops sternbergii mesurait environ 5,5 mètres de long et pesait 2,3 tonnes.

Sa collerette est plus grosse que celle de son célèbre cousin Triceratops. Pendant longtemps, c'était à Pentaceratops que revenait la palme de l'animal possédant le plus gros crâne chez tous les vertébrés terrestres, suivi de près par Torosaurus, grâce à un crâne (holotype AMNH 6325), dont le squelette qui y est associé a été découvert au Nouveau-Mexique dans la formation de Fruitland par Stenberg en 1922. Cependant en 2011, le crâne et le squelette ont été réattribué à un nouveau genre baptisé Titanoceratops, qui est plus proche de Triceratops et Torosaurus que de Pentaceratops. Ces fossiles sont actuellement exposés au Muséum d'histoire naturelle d'Oklahoma à Norman (Oklahoma).
- Pentaceratops aquilonius, nouvelle espèce décrite par Nicholas Longrich en 2014 sur des fossiles fragmentaires découverts dans les années 1930 près de Manyberries en Alberta près de la frontière avec les États-Unis[3].

Cependant, en 2016, Mallon et al. décrivent une nouvelle espèce de cératopsidés, Spiclypeus shipporum dans le Montana, dans la formation géologique de Judith River, datée de la fin du Campanien (environ 76 millions d'années). Les auteurs la considèrent morphologiquement similaire, si ce n'est la même espèce, que P. aquilonius ; ils placent alors P. aquilonius comme un nomen dubium.

## Classification
Le cladogramme ci-dessous est celui réalisé par Longrich en 2015. Il inclut presque tous les Chasmosaurinae dont son espèce Pentaceratops aquilonius décrite en 2014 :
- Chasmosaurinae
  - Mercuriceratops
  - 
    - Judiceratops
    - 
      - 
        - Chasmosaurus
          - Chasmosaurus sp. CMN 2280
          - 
            - Chasmosaurus belli
            - Chasmosaurus irvinensis

        - Mojoceratops

      - 
        - Agujaceratops
        - 
          - 
            - Pentaceratops aquilonius
            - Chasmosauriné non nommé de la formation de Williams Fork
            - 
              - Pentaceratops sternbergii
              - Utahceratops

          - 
            - Kosmoceratops
              - Kosmoceratops richardsoni
              - Kosmoceratops sp. CMN 8301

            - 
              - 
                - Anchiceratops
                - Chasmosauriné de la formation d'Almond

              - 
                - 
                  - Bravoceratops
                  - Coahuilaceratops

                - 
                  - Arrhinoceratops
                  - Triceratopsini
                    - Titanoceratops
                    - 
                      - Torosaurus
                      - Triceratops
                        - T. utahensis
                        - 
                          - T. horridus
                          - T. prorsus